# ボーマク
ボーマク (ドイツ語: Bopparder Maschinenbau-Gesellschaft mbH; 略称 BOMAG)とはドイツのボッパルトにある建設機械を中心とした産業機械メーカーである。2005年にボーマグ社はフランスのファヤットグループに買収され、それ以降はBOMAG名で舗装工事の車両も販売している。

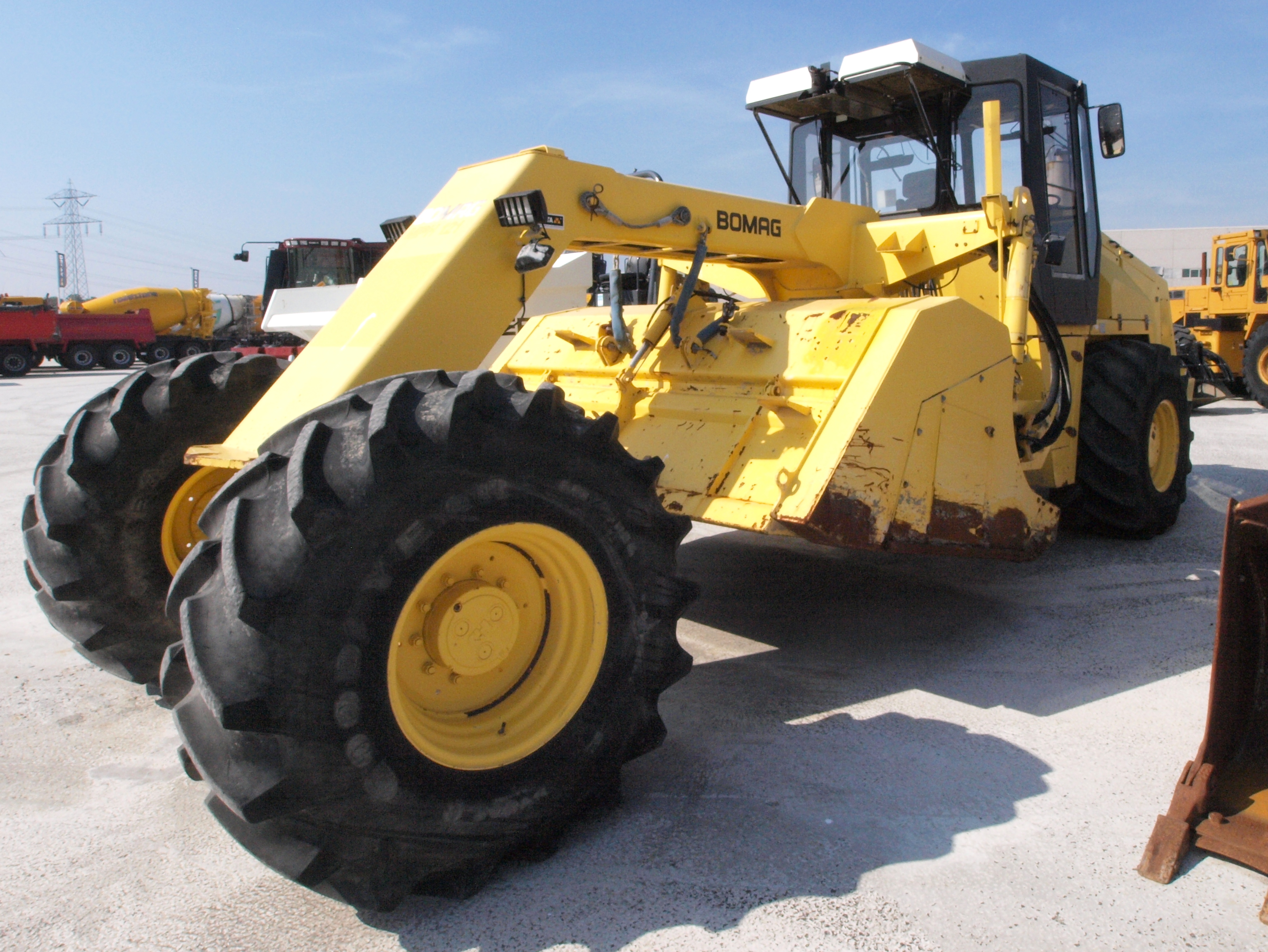
ボーマクMPH 121

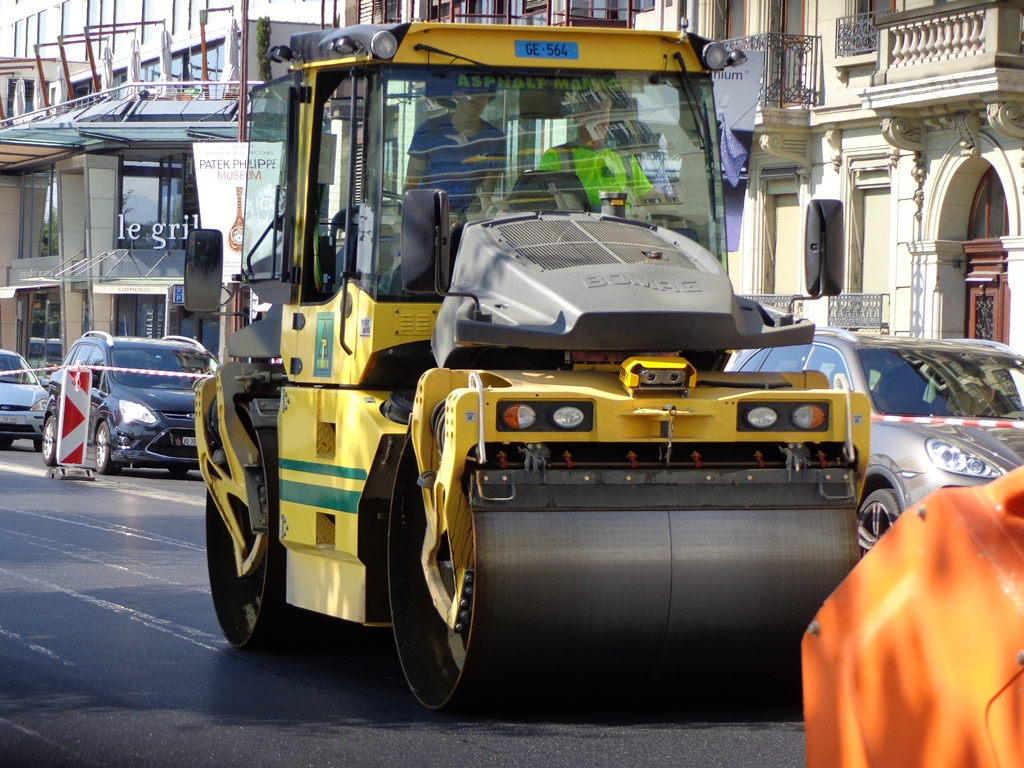
ボーマクのロードローラー

## 歴史
ボーマクは1957年にカール・ハインツ・シュワムボルンがボッパルトにて設立した。同年に彼はオールドラムドライブの二重振動ローラーのモデル用の伸縮技術に使うための新デザインを開発した。
1962年には同社初の7t二重振動ローラーを販売。前年の1961年にはオーストリアに初の国外拠点を開設。その後2002年までに中国、アメリカ、フランス、イタリア、イギリス、カナダ、日本、そしてハンガリーにも展開した。
シュワムボルンは1970年にクーリングと言うアメリカ企業にボーマクを売却した。
会社の規模が大きくなるにつれ、創業当初から使っていた本社所在地は不適合になり、1969年にボッパルトのビュッヒホルツ地区にあるヘラーヴァルト工業団地に移転した。ボーマクは現在もそこで営業をしている。7年後には研究センターも増築された。1982年には鉄鋼技術や生産用の施設が新たに増築され、4年後には生産用、試運転用、そして塗装施設が更に増築された。1997年には粉体塗装工場が追加され、翌年も工場が広げられた。
2001年にクーリング社はSPX社にボーマクを売却し、その4年後にはファヤットグループへと今度は売却された。2009年7月、離職率が50%も落ちた事から世界中で320人ほどのリストらが行われ、そのうち160人がボッパルトにいた社員であった。

## 会社情報
ボーマク社は世界120カ国において500以上の拠点を有し、20種類以上の製品を販売している。ボッパルトの本社には1200人ほどが雇用されていて、就業者数で見るとその地域で一番大きい企業である。

## 日本におけるボーマク
日本には1970年頃から日本法人のボーマクジャパンが展開し、ロードローラーなどを販売していたが、2010年9月1日付けで活動休止。以降はコベルコ建機がボーマク製品の輸入総代理店になっている。